# Ґеорґе Тетереску
Ґеорґе Тетереску (рум. Gheorghe Tătărescu, *2 листопада 1886 Тиргу-Жіу, Румунське королівство — †28 березня 1957, Бухарест) — румунський державний і політичний діяч, Прем'єр-міністр Румунії в 1934-1937 і 1939-1940, тричі перебував на посаді міністра закордонних справ Румунії і один раз на посту Військового міністра Румунії (1934).

## Початок політичної кар'єри
Тетереску народився в Тиргу-Жіу, навчався в школі імені Кароля I в місті Крайова. Закінчивши її, поїхав до Франції, де вступив до Паризького університету. У 1912 захистив докторську дисертацію по парламентській системі Румунії. Згодом працював адвокатом у Бухаресті.
Після повернення на батьківщину Таттареску приєднався до Ліберальної Національної Партії Румунії. У 1919 він був вперше обраний до Ради Депутатів Румунії як представник партії від жудця Горж. Серед його перших самостійних політичних дій була вимога відповіді від міністра внутрішніх справ на питання про дозвіл урядом проведення соціалістичної агітації в сільській місцевості.
Тетереску входив в число так званих «молодих лібералів», які підтримували зміцнення верховної влади короля Кароля II. Будучи заступником міністра закордонних справ в уряді Йона Бретяну, Тетереску став відомий як противник міністра, який боровся за укладення договору Малої Антанти і заборону «Залізної Гвардії». Тетереску різко висловлювався проти комунізму, за ідею Великої Румунії і протестував проти створення в 1921 Румунської соціалістичної партії. Протягом всього періоду до 1936 підтримував анти-комуністичну політику. З 2 по 9 жовтня 1934 Тетереску виконував обов'язки міністра закордонних справ Румунії.

## Особисте життя
Одружився з юристкою Улісе Негропонте. У шлюбі народився син Тудор і дочка Санда. Тудор, після війни жив у Парижі, хворів на шизофренію. Після 1950 року потрапив до в'язниці, де й помер 1955 року. Санда була заарештована слідом за батьком в 1950, але після смерті Сталіна і ослаблення комуністичного режиму відпущена. Пізніше Санда написала мемуари.

## Перший уряд
30 грудня 1933 членами фашистського угруповання «Залізна Гвардія» був убитий прем'єр-міністр Йон Дука, а через 5 днів 3 січня король Кароль II запропонував Тетереску зібрати новий уряд. Це було вдруге за час перебування монарха на троні уряду, на чолі якого стояла Національна Ліберальна партія. Тетереску відновив тенденцію до зміцнення королівської влади і створення так званої «королівської диктатури». Однією з перших заходів нового прем'єр-міністра було рішуче припинення конфлікту між Національними лібералами і мером Бухареста Демом Добреску (представником Національної Селянської партії) скориставшись своїм привілеєм, Тетереску звільнив бухарестського градоначальника 18 січня.
Уряд Тетереску досяг успіху в створенні бази для румунської економіки, з метою подолання наслідків Великої Депресії, більше, ніж будь-хто до цього. За повідомленням соціаліста Петре Пандря:
| "Тетереску був манірним, приховував свою раболіпне натуру. Залишаючи зал королівських аудієнцій, він швидко повертався і йшов від столу до дверей спиною вперед, не сміючи показати спину ... Король вигукував ... "У мене не така велика дупа, щоб її могли цілувати всі політики!» |
Тетереску втрутився в конфлікт між Каролем II і його братом, принцом Ніколае Румунським, переконуючи останнього відмовитися від шлюбу з Йоанной Дімітреску-Долетті. Король запропонував брату вибір: відмовитися від мезальянсного шлюбу, який не отримає визнання румунської влади або втратити свої царські привілеї. У 1937 Ніколае вибрав останній варіант: королівською постановою він був позбавлений королівського рангу (відновлений в титулі був тільки в 1945, за походженням своєї матері отримав титул принца Ніколае Гогенцоллерна). Усередині своєї партії Тетереску втратив позиції, поступившись ставленику «старих лібералів» Діну Бретяну, в 1936 на з'їзді Партії Тетереску був обраний генеральним секретарем Лібералів, тобто зайняв другу за значимістю посаду.

## Зовнішня політика
У своїй зовнішній політиці, Тетереску балансував між двома лініями: прихильників сильного Польсько-Румунського Альянсу, проти СССР і противників розростання нацизму — прихильників збереження Малої Антанти і встановлення контактів з СССР. У 1936 Тетереску зняв з поста міністра закордонних справ Ніколае Тітулеску і замінив його. Це викликало хвилю протестів, ноти невдоволення від багатьох дипломатичних корпусів, які перебували в Румунії. У наступні місяці були відкликані з посад майже всі прихильники Тітулеску, серед яких були румунський посол в Польщі Константин Вішояну, представник Румунії в Лізі Націй Константин Антоняде, посли в Бельгії та Австрії, в той час як противники Тітулеску, наприклад, Антон Бібеску, були повернені на попередні посади. Пізніше Бібеску працював у Франції та Великій Британії, переконуючи союзників Румунії в тому, що ці відставки не мають на увазі зміну політичного курсу. Згодом Тетереску багато критикувала власна партія, дорікаючи в тому, що він відмовився від прийнятого дипломатичного курсу.
У початку 1937 Тетереску відкинув пропозицію Юзефа Бека, міністра закордонних справ Польщі, по припиненню підтримки Румунією Чехословаччини і спроб укладення мирного договору з Угорщиною (Румунія припинила підтримувати Чехословаччину в наступному році, якраз напередодні Мюнхенської угоди, заявляючи про те, що не може гарантувати безпеку чехословацьких кордонів). Ця дія збіглася з планами Чехословаччини по встановленню більш близьких контактів між Малою Антантою і СРСР: в цьому ж році розгорівся скандал, коли посол Чехословаччини в Румунії, Ян Шеба, опублікував статтю, яка закликала до співпраці СССР і Малу Антанти і висловив надію, що СССР буде розширювати свої межі за рахунок Західної Білорусі та України. Каііл Крофта, чехословацький міністр закордонних справ, також отримав порцію критики за те, що написав передмову до цього видання. Після того, як Тетереску відвідав з візитом прем'єр-міністра Мілана Годжу, Шеба був відкликаний до Праги.

## Другий уряд
У цих умовах, Тетереску волів повернутися до старого режиму, в той час Національна Ліберальна партія, як і Селянська партія, продовжували свою діяльність, хоч і потай. Особисто підписавши документ, що забороняв опозиційні партії, він був виключений з партії в квітні 1938 і згодом оскаржував законність цього рішення протягом наступних років. За твердженнями деяких, його виключення було ініційовано Юліу Маніу, лідером Національної селянської партії і майбутнім найближчим радником лідера лібералів Діну Бретяну.
Разом з Александру Вайда-Воєводою Тетереску став найголовнішою фігурою в групі політиків, вірних Каролю II. У 1945 розділив думку, що авторитаризм приніс Румунії користь і те, що Кароль не бажав, щоб країна вступила у війну. Другий уряд Тетереску повинен був відображати новий політичний курс, але він не отримав підтримки від традиційних політичних партій і в квітні 1940 Кароль II за допомогою Ернеста Урдяряну і Михаїла Г'єлмегяну, почав переговори з Залізною Гвардією.